# Veselin
Veselin je moško osebno ime.

## Izvor imena
Ime Veselin je izpeljano iz imena Veselko.

## Pogostost imena
Po podatkih Statističnega urada Republike Slovenije je bilo na dan 31. decembra 2007 v Sloveniji 47 oseb z imenom Veselin.

## Znane osebe
- Veselin Topalov, bolgarski šahovski velemojster